# シスタースマイル ドミニクの歌
『シスタースマイル ドミニクの歌』（シスタースマイル ドミニクのうた、原題: Sœur Sourire）は、2010年に製作されたフランス・ベルギー合作映画。

## キャスト
- ジャニーヌ・デッケルス：セシル・ドゥ・フランス
- アニー：サンドリーヌ・ブランク（フランス語版）
- 従妹/フランソワーズ：マリー・クレメール（フランス語版）
- ジャニーヌの父/リュシアン：ヤン・デクレール
- ジャニーヌの母/ガブリエル：ジョー・デスール